# Champignons sautés

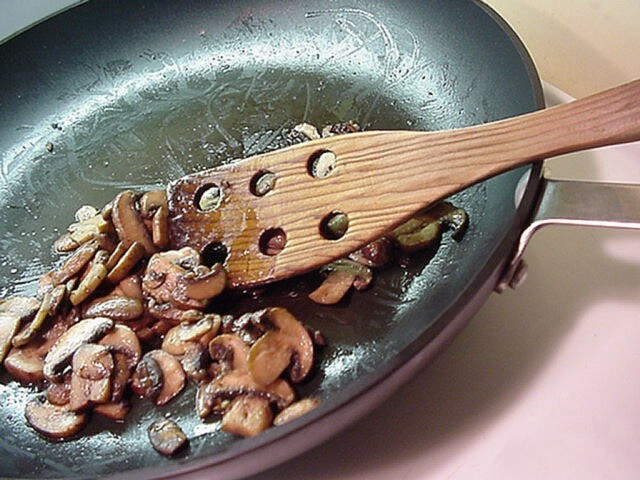
Préparation de champignons sautés.

Les champignons sautés sont un plat réalisé en faisant sauter à la poêle des champignons comestibles. Ils constituent en général un  accompagnement. Ils peuvent également participer à une garniture.

## Galerie

Champignons sautés
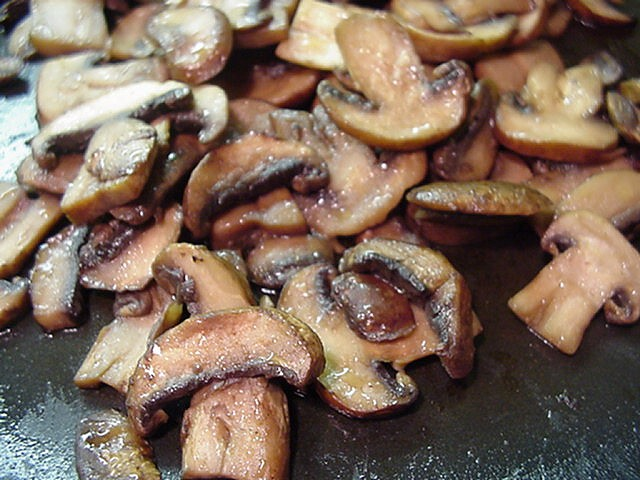
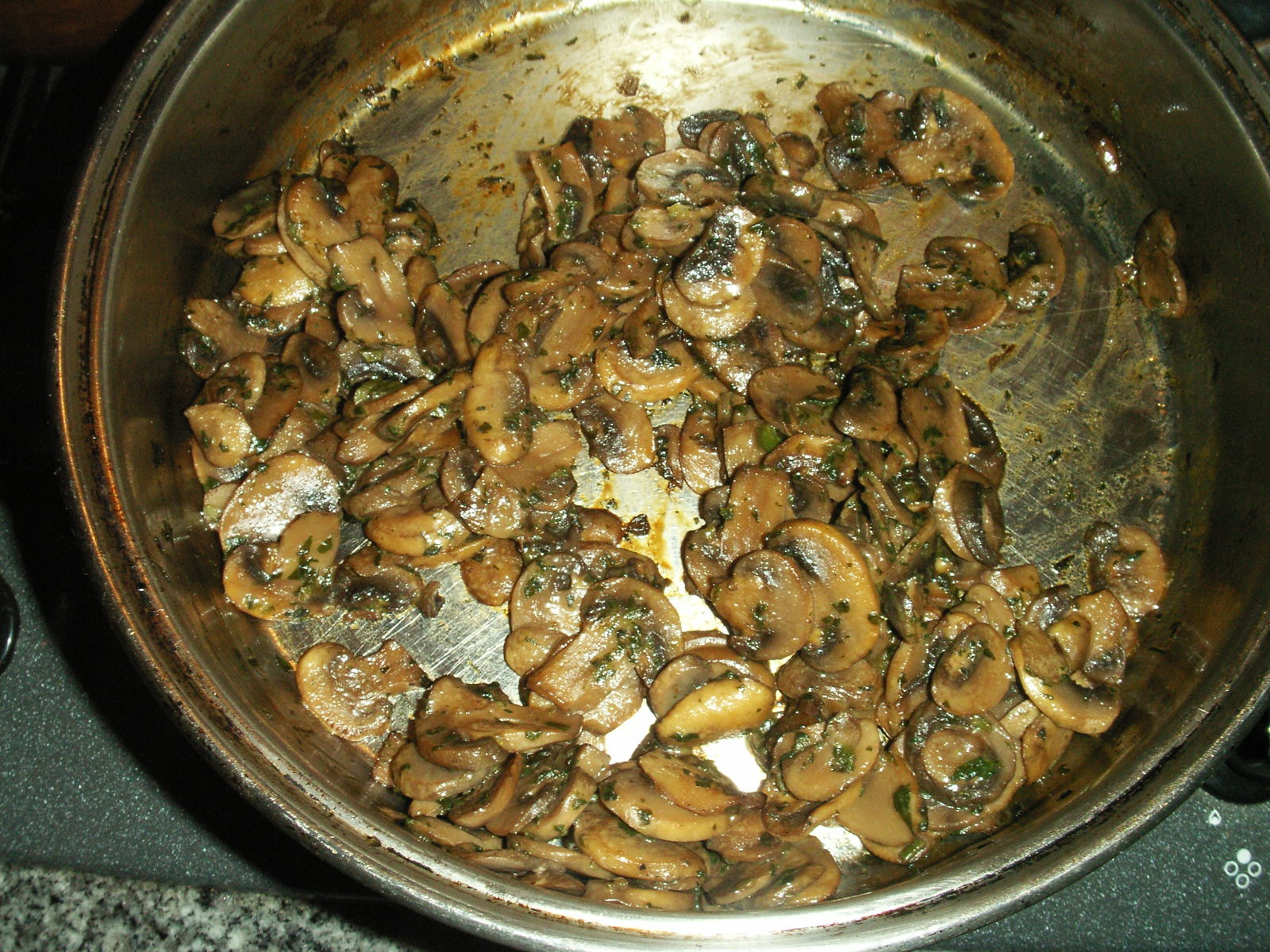
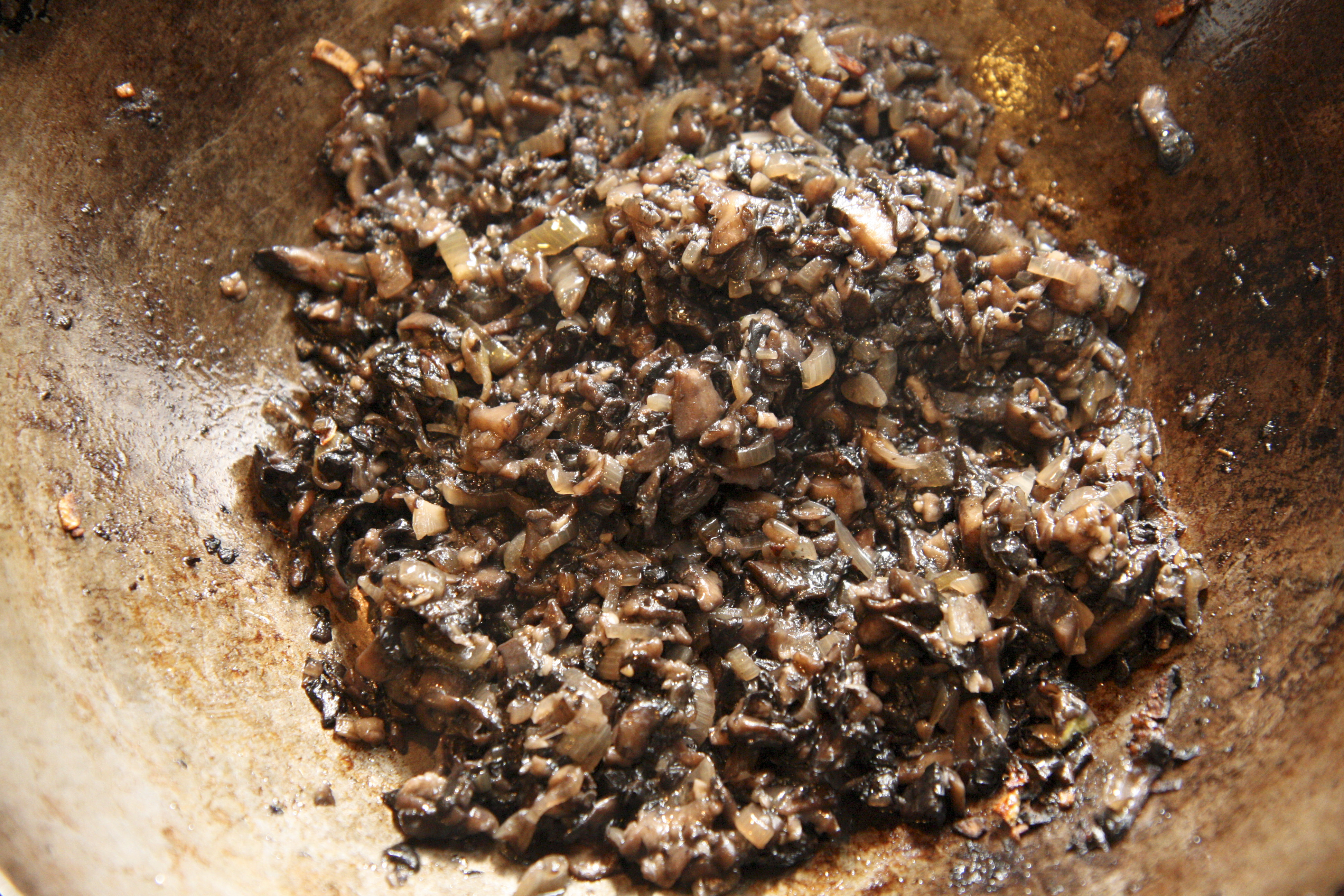
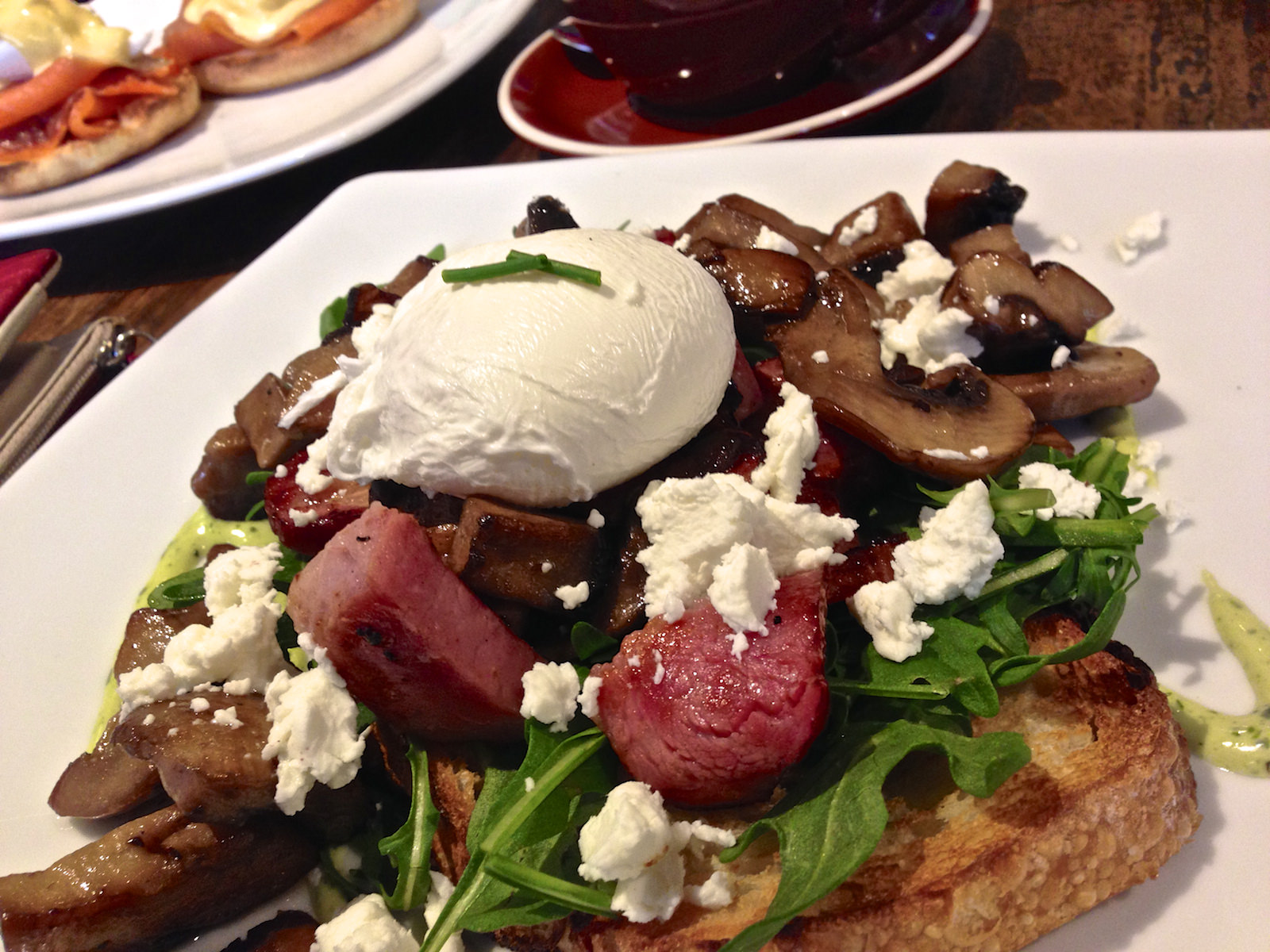
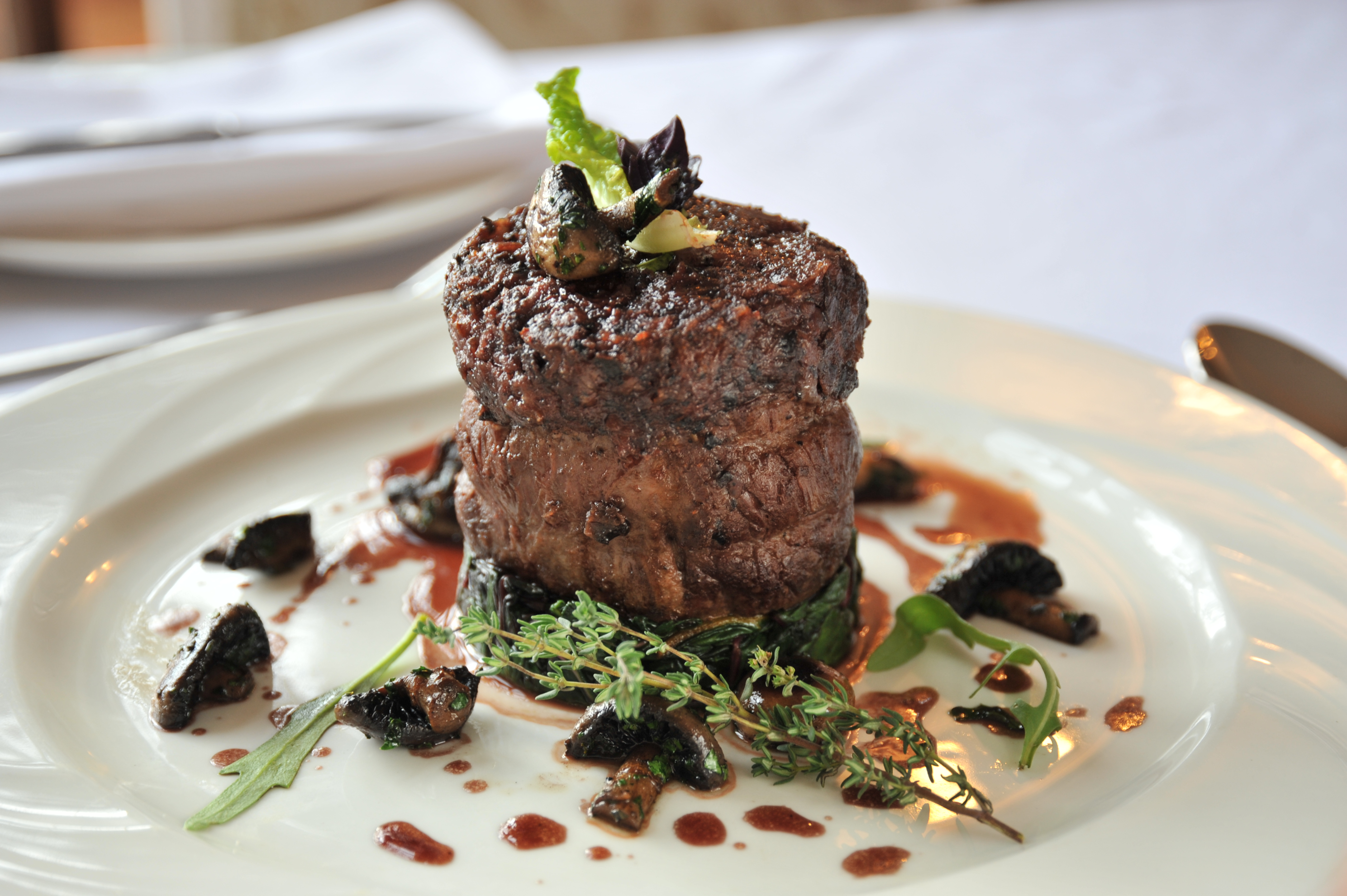